# Paul Blanchet
Paul Blanchet, né le 3 août 1870 à Paris et mort le 6 octobre 1900 à Dakar au Sénégal, est un athlète (licencié au Racing Club de France), archéologue et explorateur français.

## Biographie
Paul Blanchet, normalien et agrégé d'histoire et géographie, voyageur et sportif (champion de France de rugby en 1892 comme avant au sein de l'équipe du Racing Club de France contre le Stade français, champion de France d'athlétisme des 400 mètres plat -1892 et 1893- et haies -1893-) est à la fois un explorateur et un archéologue.
Professeur au lycée de Constantine en Algérie française, il est parmi les fondateurs de la société archéologique de cette ville. De fait, il mène des voyages dans le désert du sud algérien et tunisien : il est sans doute le premier à entreprendre des fouilles de la cité médiévale de Kalâa des Béni Hammad, qui fut au XIe siècle l'éphémère capitale d'un royaume berbère, maintenant classée au patrimoine mondial de l'UNESCO.
De mai à août 1895, il atteint après 2 800 km de voyage les confins du protectorat français de Tunisie : il publiera en 1897 ses études consacrées à la période romaine dans cette contrée et à l'agriculture en terre sèche des régions subdésertiques.
Le 1er avril 1900, débute la « mission Paul Blanchet dans l'Adrar », l'ouest saharien, parrainée par le journal Le Matin. Il s'agit d'une reconnaissance, qui aurait préparé une expédition ultérieure en vue notamment de la construction d'une ligne de chemin de fer : à cette date, seuls deux Français, le métis goréen Léopold Panet (1850) et le capitaine Vincent (1860) avaient atteint l'Adrar. Blanchet est accompagné de deux Européens, le docteur ès sciences A. Dereims et le lieutenant Jouinot-Gambetta, qui ont laissé des récits de la mission. L'interprète est le jeune Bou El Mogdad, qui va s'illustrer par son courage et laisser par la suite un nom connu de l'histoire du Sénégal. L'expédition compte 33 tirailleurs et ses bagages sont portés par 80 dromadaires. Partie du camp de Ndiago, au nord de Saint-Louis du Sénégal, la mission s'écarte dès Portandik des itinéraires connus pour étudier particulièrement la géologie des terres explorées. Elle traverse la sebkha de Ndramcha, atteint Touizikt, puis traverse les montagnes de l'Adrar pour arriver à l'oasis d'Atar. C'est là que l'émir du lieu, Mokhtar Ould Aida, trahit son hospitalité : après un siège de deux jours, les chefs de la mission sont capturés, les tirailleurs s'étant échappé vers le sud à pied. Ils sont libérés sur l'intervention du vieux et respecté marabout cheikh Saad Bou. Mais Paul Blanchet, victime des « fièvres », meurt à l'hôpital de Dakar, le 6 octobre 1900. 
Blanchet repose au cimetière chrétien de Bel Air de la capitale du Sénégal.
Ses amis et confrères lui firent ériger une stèle à Dakar (sise aujourd'hui à l'aplomb de l'immeuble de la BCEAO) et un square parisien du 12e arrondissement porte son nom.

## Sources
- Cyr Descamps et Pierre Rosière, « Un explorateur oublié, Paul Blanchet (1870-1900) », Images et Mémoires, no 318,‎ hiver 2011-2012, p. 8–12 (lire en ligne)
- « La mission Blanchet », Annales de géographie, vol. 9, no 48,‎ 1900, p. 458–462 (DOI 10.3406/geo.1900.6283)
- Rapport du lieutenant Jouinot-Gambetta au ministre des colonies, sept. 1900.
- « La Mission Blanchet », La Croix,‎ 28 juillet 1900 (lire en ligne)